# 대한민국 국가비상기획위원회
국가비상기획위원회(國家非常企劃委員會, National Emergency Planning Commission)는 비상 대비 업무에 관한 정책 수립, 비상 대비 계획의 수립·시행, 비상 대비 교육 훈련, 비상 대비 업무에 관한 국제 협력 등 비상 대비 업무를 총괄·조정하는 사무를 관장하는 대한민국의 옛 중앙행정기관이다. 2007년 4월 27일 비상기획위원회를 개편하여 발족하였으며 2008년 2월 29일 행정안전부에 소관 업무가 이관됨으로써 폐지되었다.

## 설치 근거 및 소관 업무
- 비상대비자원관리법 [법률 제8410호, 2007.04.27 일부개정] 제4조[1]

## 연혁
- 2007년 4월 27일 - 비상기획위원회를 폐지하고 국가비상기획위원회를 신설.
- 2008년 2월 29일 - 국가비상기획위원회를 폐지. 소관 업무는 행정안전부로 이관.

## 조직
- 사무처 ( 2007.07 ~ 2008.02 )
- 종합상황실 ( 2007.11 ~ 2008.02 )

## 역대 위원장

### 국가비상기획위원회 위원장
| 정부      | 대수 | 이름           | 임기                              | 출신지    | 출신학교 | 비고             |
| --------- | ---- | -------------- | --------------------------------- | --------- | -------- | ---------------- |
| 참여 정부 | 19대 | 안광찬(安光瓚) | 2006년 2월 17일 ~ 2008년 2월 28일 | 충북 괴산 | 육사     | 국가위기관리실장 |

## 같이 보기
- 미국 국토안보부(DHS)
- 스웨덴 비상관리처(SEMA)